# Edipo (Eschilo)
Edipo era una tragedia di Eschilo facente parte della trilogia Laio, Edipo ed I sette contro Tebe (unica tragedia oggi rimasta). A tale trilogia seguiva il dramma satiresco La sfinge, anch'esso perduto. Con tali opere Eschilo vinse le Grandi Dionisie del 467 a.C.

## Trama
L'Edipo è una tragedia andata perduta: è noto un solo frammento che nulla ci dice sulla trama dell'opera. Si è ipotizzato che Eschilo per primo abbia legato il motivo dell'incesto di Edipo con quello della maledizione dei suoi figli Eteocle e Polinice, destinati a morire l'uno per mano dell'altro. Nelle precedenti versioni del mito, infatti, i figli di Edipo non sarebbero stati anche figli della madre di Edipo Giocasta ed Eschilo per primo avrebbe legato i due fatti.
Un'altra ipotesi che è stata fatta, è che in quest'opera venisse messa in evidenza la colpa di Eteocle, figlio di Edipo, che non volendo cedere il trono di Tebe al fratello Polinice (i due si erano accordati per regnare un anno a testa), aveva causato lo scoppio della guerra raccontata nei Sette contro Tebe.